# Sten (namn)
Sten är ett förnamn, i första hand ett mansnamn. Det är ett fornnordiskt namn som troligen betyder just bara sten eller hårdför, osårbar. Den norska formen är Stein och den danska är Steen.
Det äldsta belägget för namnet i Sverige är en runinskrift från 1000-talet, på en sten på Frösön i Jämtland. Texten lyder: Östman, Gudfasts son, lät rista denna sten och göra denna bro, och han lät kristna Jämtland. Åsbjörn gjorde bron. Tryn ristade och Sten dessa runor. (Se Frösöstenen)  
Namnet avtog successivt i popularitet under andra hälften av 1900-talet.
31 december 2014 fanns det totalt 24 287 personer i Sverige med namnet, varav 11 295 med det som tilltalsnamn. År 2009 fick 10 pojkar namnet som tilltalsnamn. (Notera att statistik över tilltalsnamn förutsätter att första förnamn är tilltalsnamn om inte annat har markerats i folkbokföringen.) 
Sten har namnsdag i Sverige den 14 december tillsammans med Sixten. I den finlandssvenska namnsdagslängden har Sten namnsdag 28 november sedan starten 1929, då en egen namnsdagskalender togs i bruk för finlandssvenskar.

## Personer med namnet Sten
- Sten, svensk prins (1546-1547), son till kung Gustav Vasa
- Sten Andersson, politiker (s), partisekreterare, statsråd
- Sten Ardenstam, skådespelare
- Sten Banér, riksråd (1546 - 1600)
- Sten Bergman, forskningsresande (1895 - 1975)
- Sten Broman, musiker, tonsättare, musikskriftställare
- Sten Carlsson, historiker
- Sten-Åke Cederhök, artist, komiker
- Sten Dehlgren, tidningsman, chefredaktör för Dagens Nyheter
- Sten Erickson, friidrottare
- Sten Feldreich, basketspelare
- Sten von Friesen, fysiker, en av "de lärde i Lund"
- Sten Frykberg, dirigent, kompositör, programledare i radio
- Sten Hagliden, författare och journalist
- Sten Hegeler, psykolog och sexualrådgivare
- Sten Gustavsson, svensk regent, kallad Sten Sture den äldre
- Sten Lindroth, idé- och lärdomshistoriker, ledamot av Svenska Akademien
- Sten Ljunggren (skådespelare)
- Sten Lundin ("Storken"), motocrossåkare, bragdmedaljör
- Sten Nilsson, sångare i Sten & Stanley
- Sten Nordin, politiker (M), kommunpolitiker, finansborgarråd, landshövding i Blekinge län
- Sten A Olsson, grundaren av Stena Line
- Sten Pettersson, ("Sten-Pelle"), friidrottare, OS-brons 1924, bragdmedaljör
- Steen Priwin, journalist, TV-producent, programledare
- Sten Pålsson, fotbollsspelare
- Sten-Ove Ramberg ("Putte"), fotbolls- och bandyspelare
- Sten Rosenberg, sportjournalist
- Sten Rudholm, jurist, riksmarskalk, ledamot av Svenska Akademien
- Sten Samuelson, arkitekt
- Sten Selander, författare, ledamot av Svenska Akademien
- Sten Stensen, norsk tävlingsskrinnare
- Sten Svantesson, svensk regent, kallad Sten Sture den yngre
- Sten Söderberg, författare
- Sten Tolgfors, politiker (M), statsråd
- Sten Wickbom, politiker (S), statsråd, landshövding i Kronobergs län